# L'École buissonnière (film, 1949)
Pour les articles homonymes, voir L'École buissonnière.
Pour plus de détails, voir Fiche technique et Distribution.
L'École buissonnière est un film français réalisé par Jean-Paul Le Chanois et sorti en 1949. 
Ce film marque un temps fort de l'histoire du cinéma d'après-guerre : il romance les débuts de la pédagogie de Célestin Freinet, à travers le personnage d'un jeune instituteur, M. Pascal, campé par Bernard Blier.

## Synopsis
En 1920, M. Pascal, un jeune instituteur, blessé de guerre, arrive dans un village de Provence. Sa conception libérale de l'enseignement dérange le conservatisme de son prédécesseur, du maire et de la plupart des édiles qui vont tenter de le chasser. Rompant avec les méthodes disciplinaires, il suscite l'intérêt et la participation de ses élèves. En faisant découvrir aux enfants mille aspects de la nature, des techniques et des métiers, il met en valeur les capacités et les goûts de chacun. La cabale organisée contre lui échouera devant la réussite de ses élèves. Il parvient en particulier à ramener à l'école Albert, un adolescent en révolte, et à le conduire à réussir son certificat d'études.

## Fiche technique
- Réalisation, scénario et dialogues : Jean-Paul Le Chanois, d’après un synopsis d’Élise Freinet
- Assistants à la réalisation : Lou Bonin et Louis A. Pascal
- Décors : Claude Bouxin et Bianchini
- Photographie : André Dumaître, Marc Fossard, Maurice Pecqueux
- Montage : Emma Le Chanois, assistée de Françoise Diot
- Son : Constantin Evangelou
- Musique originale : Joseph Kosma
- Opérateurs caméra : Jacques Natteau et Jean Lallier
- Mixage son : René Sarazin
- Maquillage : Bonnemaison et Louisette
- Régie : Albertos, Heynraet et Manella
- Accessoires : Protat
- Script : Simone Chavaudra
- Photographe de Plateau : Léo Mirkine
- Effets spéciaux : Robert Mezé
- Producteur délégué : Pierre Levy-Corti
- Directeur de production : Pierre Laurent
- Sociétés de production : CGCF et UGC
- Distribution France : Alliance Générale de Distribution Cinématographique (AGDC)
- Lieux de tournage : intérieurs aux Studios de la Victorine à Nice, et extérieurs à Saint-Jeannet, Vence, Gattières, et la région niçoise
- Dates de tournage : du 1er septembre 1948 au 6 novembre 1948
- Format : noir et blanc – 1,37:1 – 35mm - Son monophonique
- Pays d'origine :  France
- Langue originale : français
- Durée : 110 minutes
- Genre : Comédie sociale
- Dates de sortie :
  - France : 8 avril 1949
  - États-Unis : 20 décembre 1951 (sortie limitée)
  - Sortie DVD en France : 10 avril 2006 – édité par Doriane Films et l'ICEM, distribué avec le film Prix et profits (1932) d’Yves Allégret
- Visa d'exploitation : 13.658
- Affiche : Roger Rojac (France)

## Distribution
- Bernard Blier : M. Pascal, le nouvel instituteur
- Juliette Faber : Lise Arnaud, l'institutrice
- Édouard Delmont : M. Arnaud, le vieil instituteur et père de Lise
- Edmond Ardisson : M. Pourpre, le coiffeur
- Henri Arius : Hector Malicorne, le Maire de Salèzes
- Bréols : Aristide
- Géo Beuf : Honoré
- Georges Cahuzac : M. Cornille
- Jean-Louis Allibert : M. Staviole, le Novateur
- Louis Lions : Félicien
- Louisol : le menuisier
- Marcel Maupi : M. Alexandre, le pharmacien
- Rilda : le facteur
- Sicard : Tordo
- Dany Caron : Cécile Simonin, la serveuse du bar et sœur d’Albert
- Jenny Hélia : Mme Honoré
- Jeanne Mars : Adélaïde
- Marthe Marty : Mélanie
- Raymone : l'aveugle
- Marcel Alba : un examinateur
- Lucien Callamand : l'examinateur d’arithmétique
- Gaston Modot : l'examinateur de français
- Henri Poupon : l'examinateur d'histoire-géographie
- Jean Aquistapace : M. Laverdière, l’antiquaire
- Pierre Coste : Albert Simonin, le 'grand chef'
- Riri Berty : la commère tenant un panier à linge (non créditée)
- Jean-Paul Le Chanois : un gendarme (non crédité)
- Des enfants de l’École Freinet de Vence et des environs.